# Geneviève Cadieux
Geneviève Cadieux (* 17. Juli 1955 in Montreal) ist eine kanadische Fotografin.

## Leben

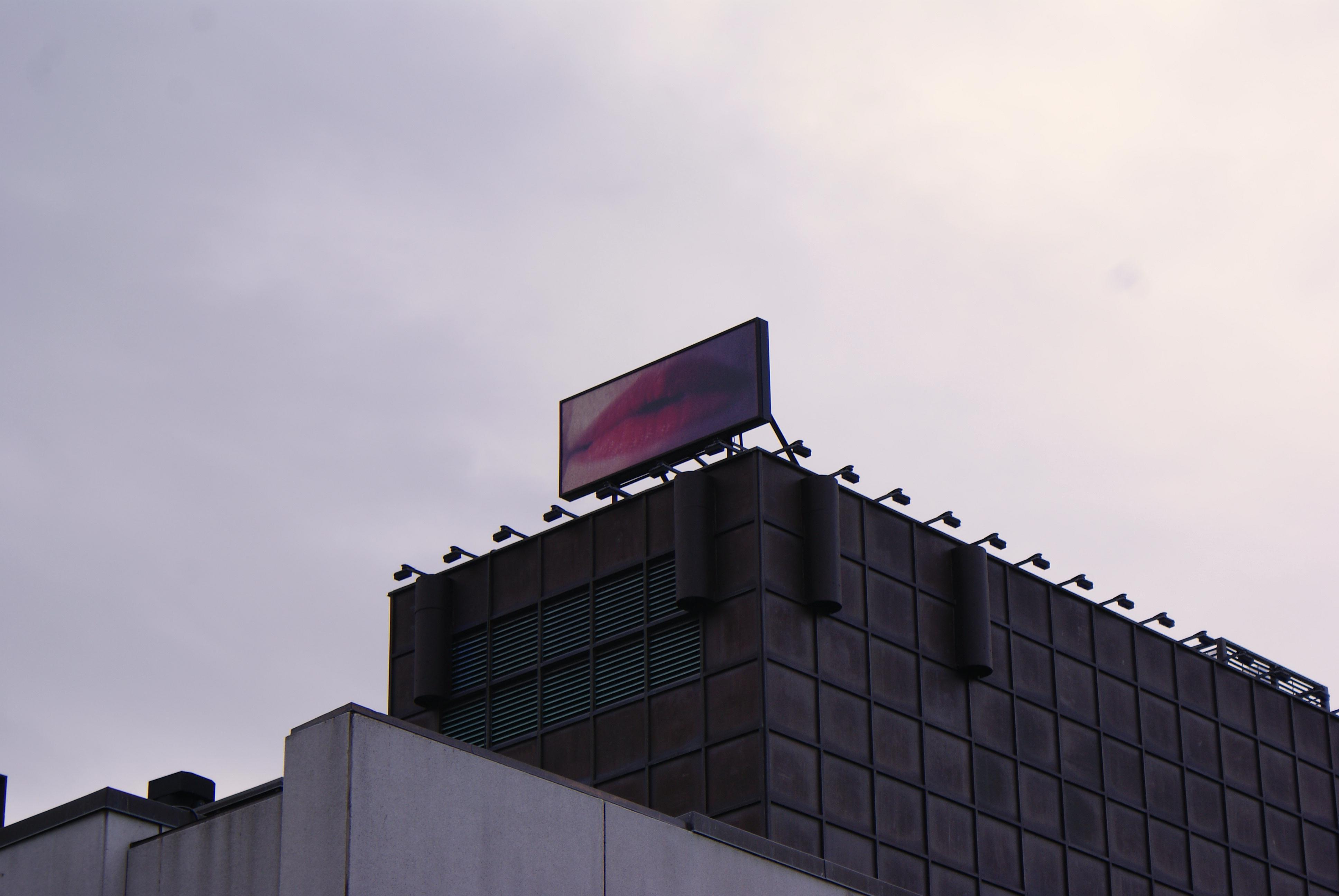
La Voie Lactée, 1992

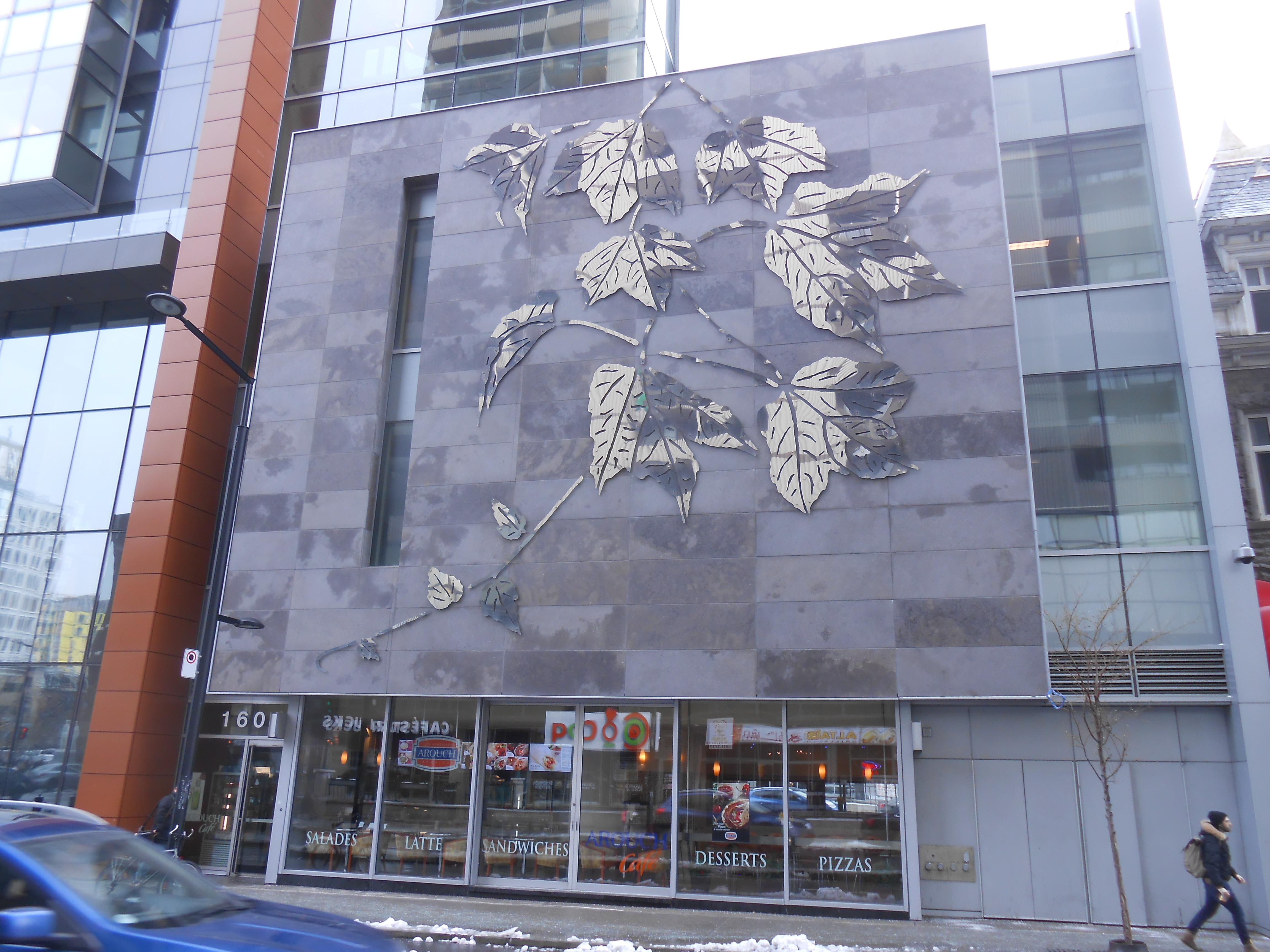
Lierre sur pierre 2009

Geneviève Cadieux dreht auch Videos und schuf Installationen. Sie ist bekannt für ihre extrem großformatigen Detailaufnahmen des menschlichen Körpers.
Cadieux, die selbst an der University of Ottawa das Fach Visual Arts studiert hat, lehrt heute Fotografie an der Concordia University in Montreal. 2014 wurde sie zum Mitglied der Royal Society of Canada gewählt.
Cadieux durfte Kanada mit anderen Künstlern bei internationalen Kunstausstellungen vertreten:
- 1987: Biennale de São Paulo
- 1988: Biennales de Sydney
- 1990: Biennales de Sydney
- 1990: Biennale di Venezia
- 2000: Biennales de Montréal[3]

## Ausstellungen
Artfacts (2009) vermerkt 65 Ausstellungen, davon 23 Einzelausstellungen.
- Broken Memory, Tate Gallery, 5. September – 5. November 1995[1]

## Bücher
- Genevieve Cadieux, 1994 Hatje Cantz Verlag, ISBN 978-3893226672